# Roberto Scarone
Roberto Scarone Rivera (Montevideo, 16 juli 1917 - aldaar, 25 april 1994) was een Uruguayaans voetballer en trainer. Door negen keer landskampioen te worden met vijf verschillende clubs groeide Scarone uit tot een van de meest succesvolle voetbaltrainers van Zuid-Amerika.
Hij is vooral bekend vanwege zijn succesvolle periode bij Peñarol waarmee hij begin jaren 60 de eerste twee edities van de Copa Libertadores won. Nadien leidde Scarone ook Nacional en Universitario nog naar de finale van dit Zuid-Amerikaanse bekertoernooi. De enige andere trainers die met drie verschillende clubs de finale bereikten waren Luis Cubilla en Carlos Bianchi.

## Carrière

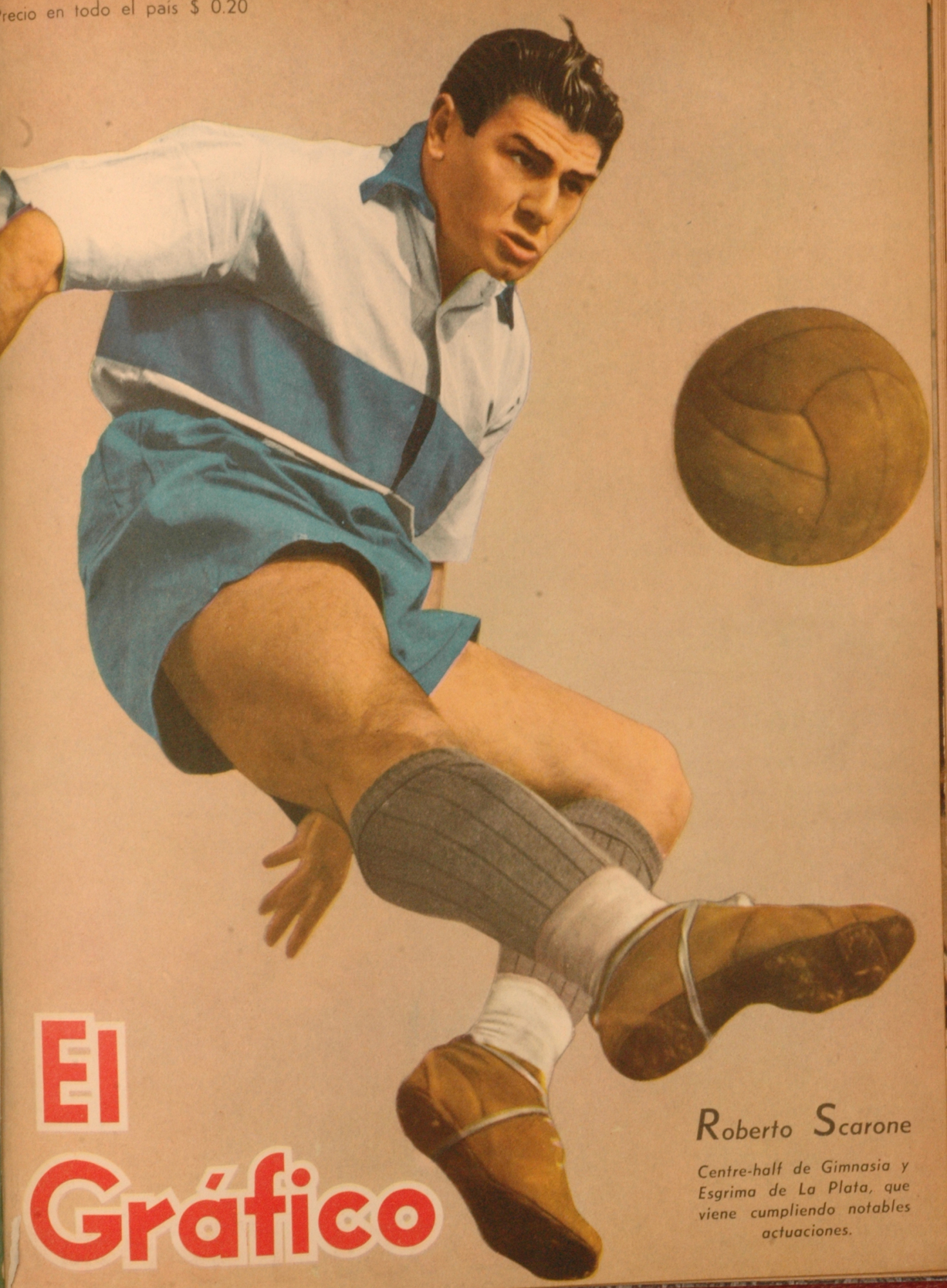
Scarone in het shirt van Gimnasia La Plata (1942).

Scarone startte zijn voetbalcarrière bij Peñarol in zijn geboortestad Montevideo. In 1939 vertrok hij op 22-jarige leeftijd naar het Argentijnse Gimnasia La Plata waar hij vier seizoenen zou spelen. Van 1943 tot 1947 stond Scarone onder contract bij de Mexicaanse clubs América en Atlante. In 1948 keerde Scarone terug naar Gimnasia La Plata waar hij datzelfde jaar zijn actieve carrière beëindigde en meteen het trainerschap oppakte.
Gedurende drie decennia had Scarone de leiding over verschillende clubs in Zuid-Amerika, waaronder Argentinië, Colombia, Chili, Mexico en Peru. De grootste successen behaalde hij echter met Peñarol uit zijn geboorteland Uruguay. Zo legde hij beslag op drie achtereenvolgende landskampioenschappen in 1959, 1960 en 1961, twee Copa Libertadores-titels in 1960 en 1961 en de Wereldbeker voetbal in 1961.
Scarone kende ook het nodige succes in Peru. Zo won hij vier landskampioenschappen met Centro Iqueño en Universitario. In 1972 was Scarone de eerste coach die een Peruaanse club (Universitario) naar de finale van de Copa Libertadores leidde. Scarone was ook korte tijd bondscoach van Peru maar het lukte hem niet om kwalificatie voor het WK in 1974 af te dwingen.

## Trainersstijl
Scarone werd geroemd om de manier waarop hij zijn spelers motiveerde. Daarnaast stond hij bekend om de oefenpotjes die hij organiseerde tussen het eerste elftal en het reserveteam, die doorgaans de intensiteit van een reguliere wedstrijd hadden. Het vertoonde spel was vaak zo fanatiek dat het publiek in groten getale het trainingsveld wist te vinden. De speelstijl van Scarone was gericht op kracht, snelheid, aanpassingsvermogen, technisch vernuft en listigheid.

## Erelijst

### Als speler
Met Peñarol:
- Primera División: 1938

Met Atlante:
- Primera División: 1947

### Als trainer
Met Centro Iqueño:
- Primera División: 1957

Met Peñarol:
- Primera División: 1959, 1960, 1961
- Copa Libertadores: 1960, 1961
- Wereldbeker voetbal: 1961

Met América:
- Primera División: 1965/66

Met Nacional:
- Primera División: 1966

Met Universitario:
- Primera División: 1969, 1971, 1982

## Overlijden
Na jarenlang aan alzheimer te hebben geleden, overleed Scarone op 25 april 1994. In 2010 kwam zijn zoon de belofte na om de as van zijn vader uit te strooien bij het stadion van Universitario.